# Консервація та реставрація нерухомих культурних цінностей

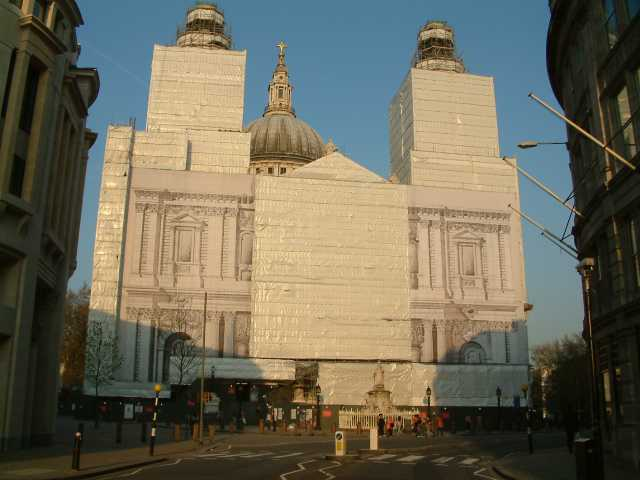
Собор Святого Павла, Лондон, готовий до ремонту — у цьому випадку очищення зовнішнього вигляду.

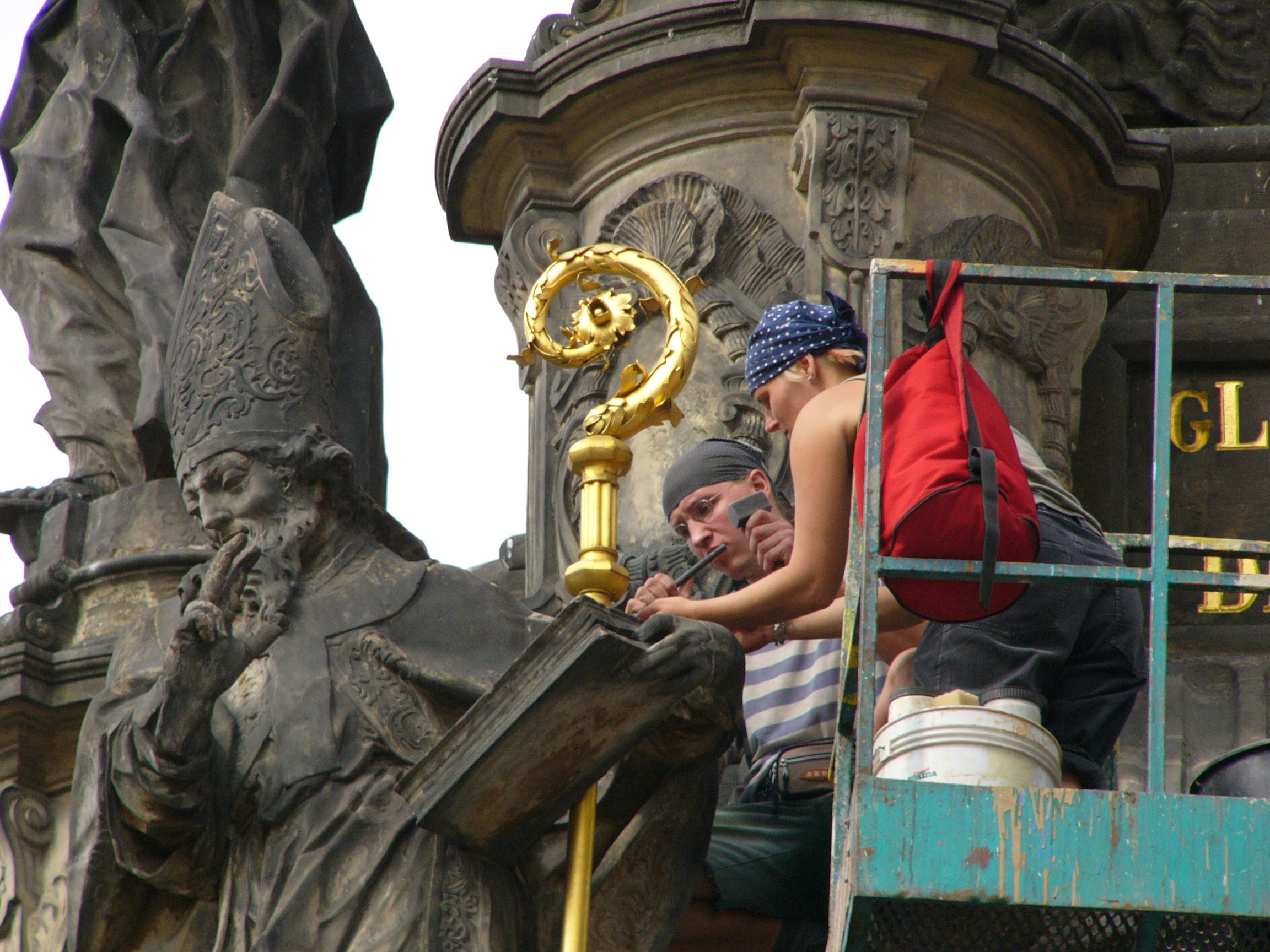
Ревізія та консервація колони Святої Трійці в Оломоуці (Чехія) у 2006 році.

Консервація та реставрація нерухомих культурних цінностей описує процес, за допомогою якого матеріальна, історична та дизайнерська цілісність будь-якої нерухомої культурної цінності продовжується шляхом ретельно спланованого втручання. Особа, яка займається цією справою, відома як архітектурний консерватор-реставратор. Рішення про те, коли і як брати участь у втручанні, мають вирішальне значення для остаточного збереження-реставрації культурної спадщини. Зрештою, рішення приймається на основі цінностей: зазвичай розглядається поєднання художніх, контекстуальних та інформаційних цінностей. У деяких випадках рішення не втручатися може бути найбільш прийнятним вибором.

## Процес консервації

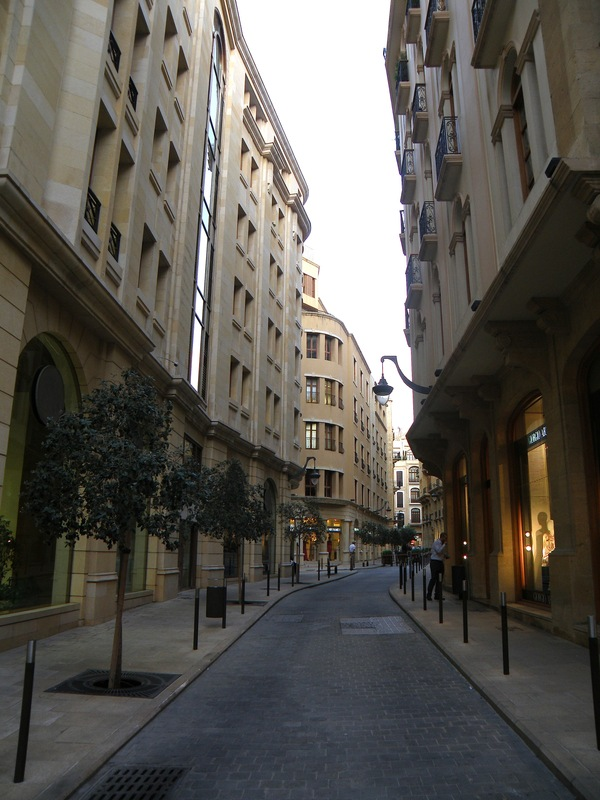
Збережений історичний провулок у центральному районі Бейрута

Першим кроком у будь-якому проєкті збереження будівлі є делікатна оцінка його історії та переваг. Як стверджує відомий архітектор Дональд Інсолл, "кожна будівля має свою власну біографію. Знання всього життя будівлі дає суттєве розуміння її особливостей і проблем. Як приклад він наводить Парфенон в Афінах; побудований між 447 і 432 роками до нашої ери, щоб служити храмом, присвяченим богині Афіні, з часом його призначення змінилося на християнську церкву, мечеть і пороховий склад, перш ніж він став однією з найвідоміших туристичних визначних пам'яток у світі.

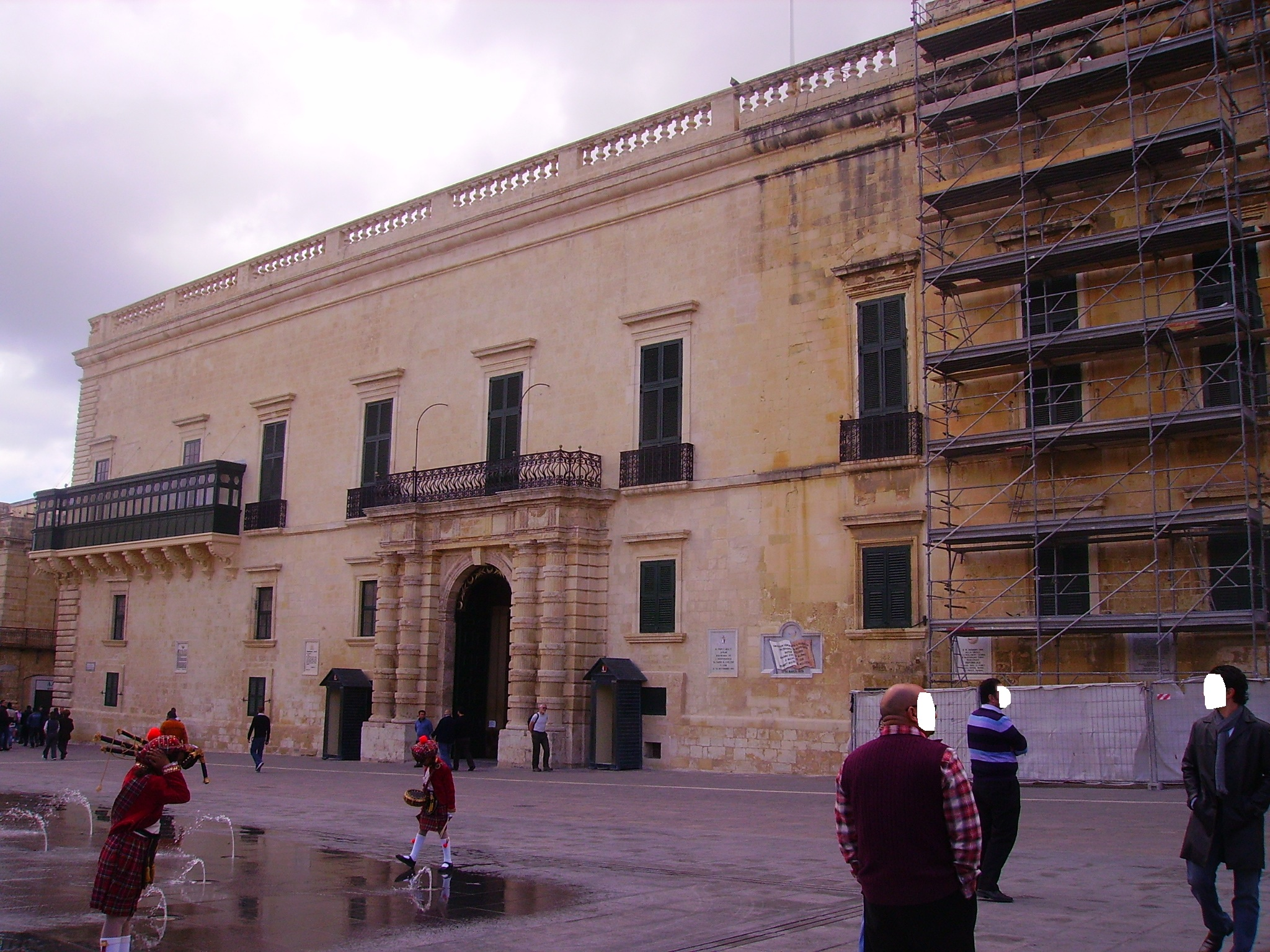
Палац гросмейстера у Валлетті, Мальта, реставрується в 2011 році.

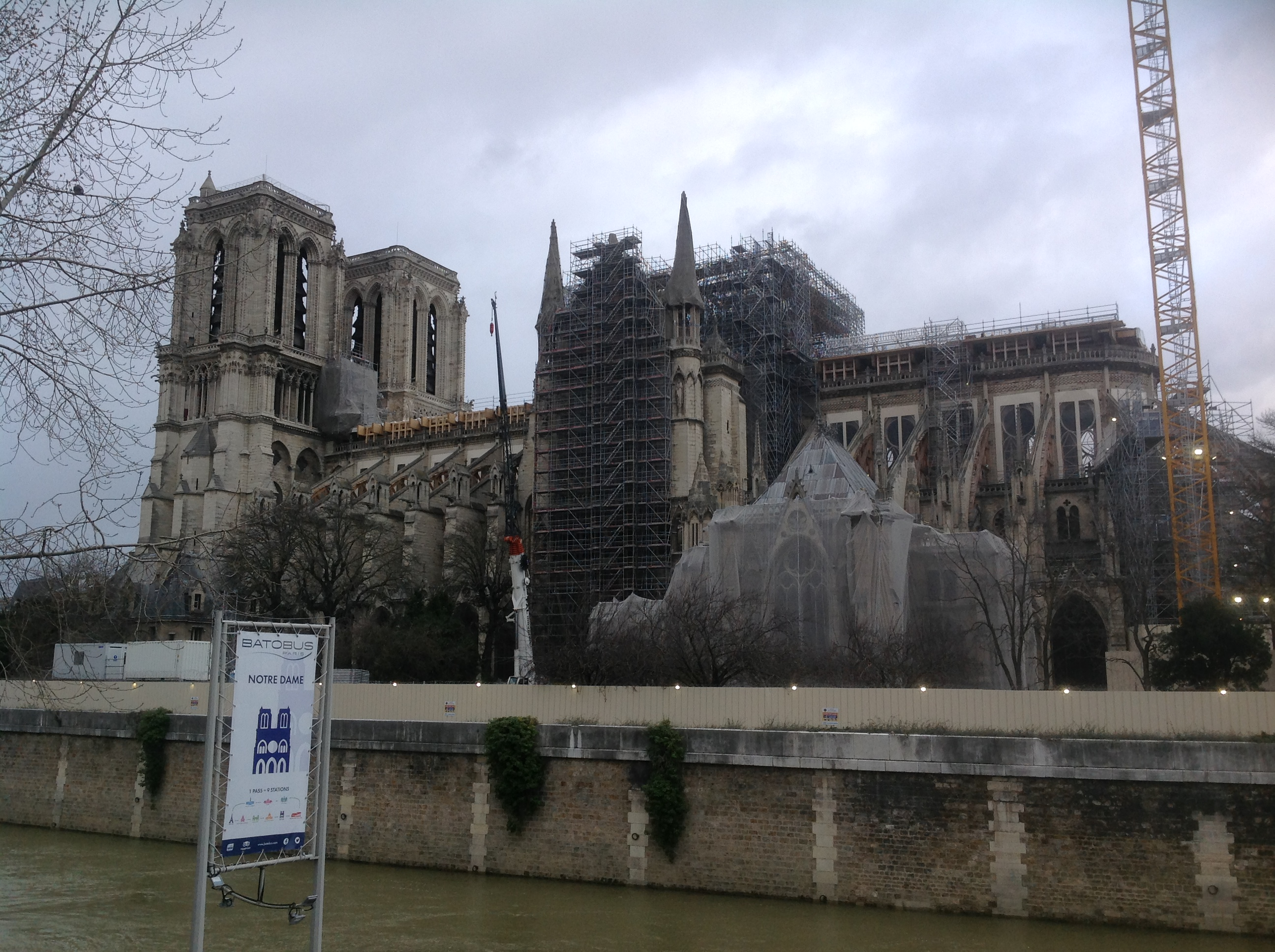
Ремонт Нотр-Дам де Парі після пожежі у квітні 2019 року.

Після завершення оцінки наступним кроком є ретельне вимірювання за допомогою стрічки, стержня та рівня. Сучасні методи вимірювання, такі як фотограмметрія (використання аерофотознімків для складання карт і зйомок) і стереофотограмметрія, також використовуються сьогодні для підвищення точності. Після завершення вимірювань виконується аналіз структурної стійкості будівлі та її живої моделі руху. Жодна будівля не стоїть постійно, ґрунт і вітер можуть вплинути на стійкість будівлі, тому це необхідно все задокументувати. Нарешті, архітектор або геодезист перевіряє електричні з'єднання, сантехніку та інші інженерні комунікації, наявні в будівлі (це більше стосується історичних та реконструйованих будівель). Як для старовинних, так і для історичних будівель, блискавковідводи та протипожежне обладнання перевіряються, щоб переконатися, що вони можуть забезпечити достатній захист.

## Реставрація

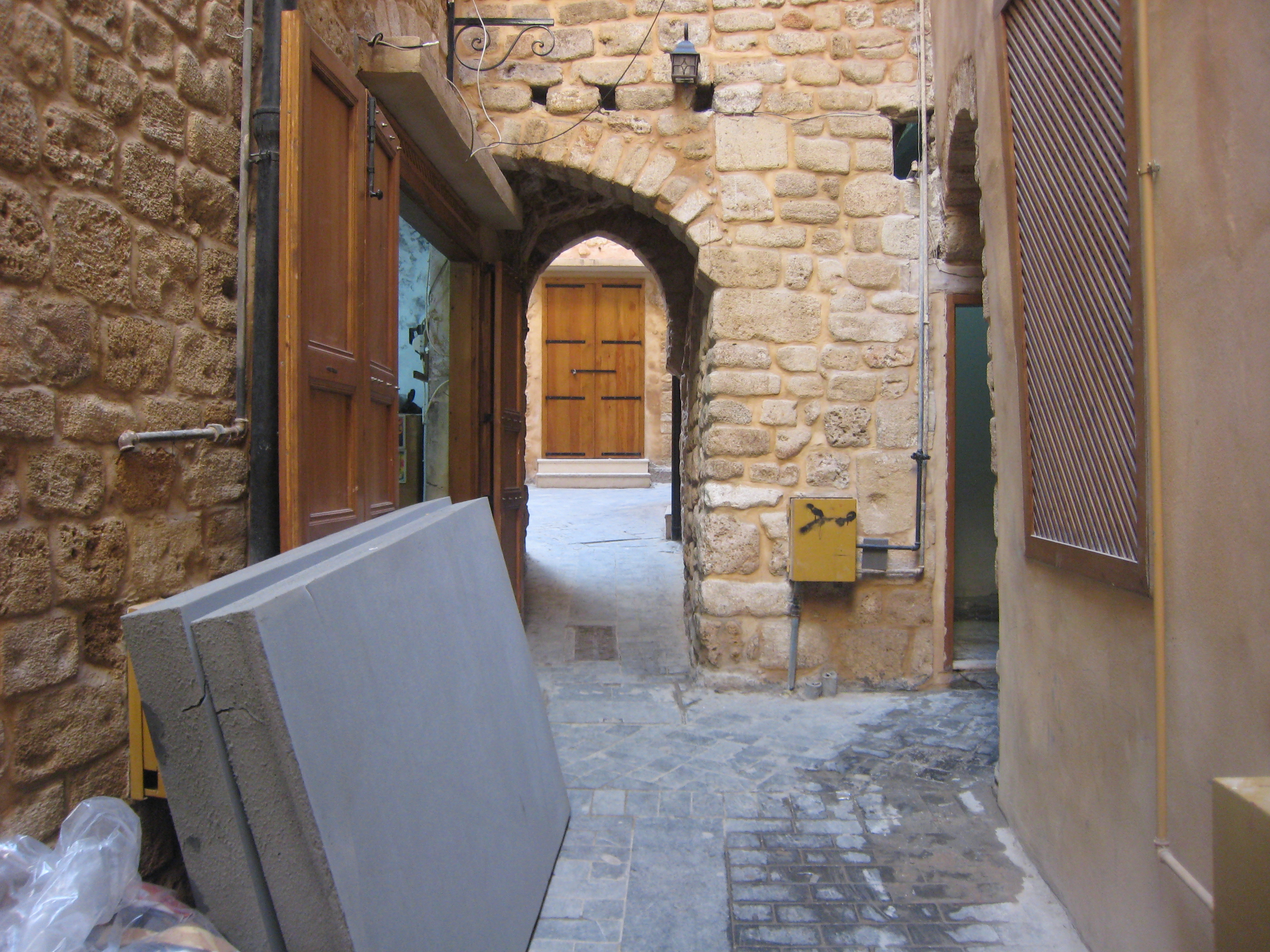
Відбудова історичного центру міста Сайда у Лівані після громадянської війни.

Реставрація будівель описує особливий підхід до лікування та філософію в галузі збереження архітектури та збереження історії. Він наголошує на збереженні таких структур, як історичні місця, будинки, пам'ятники та інші важливі об'єкти, шляхом ретельного догляду та утримання. Реставрація має на меті створити точні зображення цих місць і захистити їх від псування, яке може зробити їх недоступними або невпізнанними в майбутньому.
У сфері збереження історичних пам'яток реставрація будівель — це дія або процес точного виявлення, відновлення або представлення стану історичної будівлі, як вона з'явилася в певний період її історії, одночасно захищаючи її цінність спадщини. Можуть бути проведені реставраційні роботи, щоб зупинити занепад, або внести зміни в будівлі.

## Схожі журнали
- Контекст Офіційний журнал IHBC[3]
- Міжнародний журнал архітектурної спадщини[4]
- Журнал Американського інституту охорони природи[5]
- Журнал збереження архітектури[6]
- Західна асоціація збереження мистецтва
- Журнал Товариства істориків архітектури[7] '

## Подальше читання
- Вівер, Мартін і Френк Матеро (1997) Збереження будівель: посібник із методів і матеріалів. Нью-Йорк: John Wiley & Sons
- Jokilehto, Yukka (2007) A History of Architectural Conservation, Routledge